# Topi Pigula

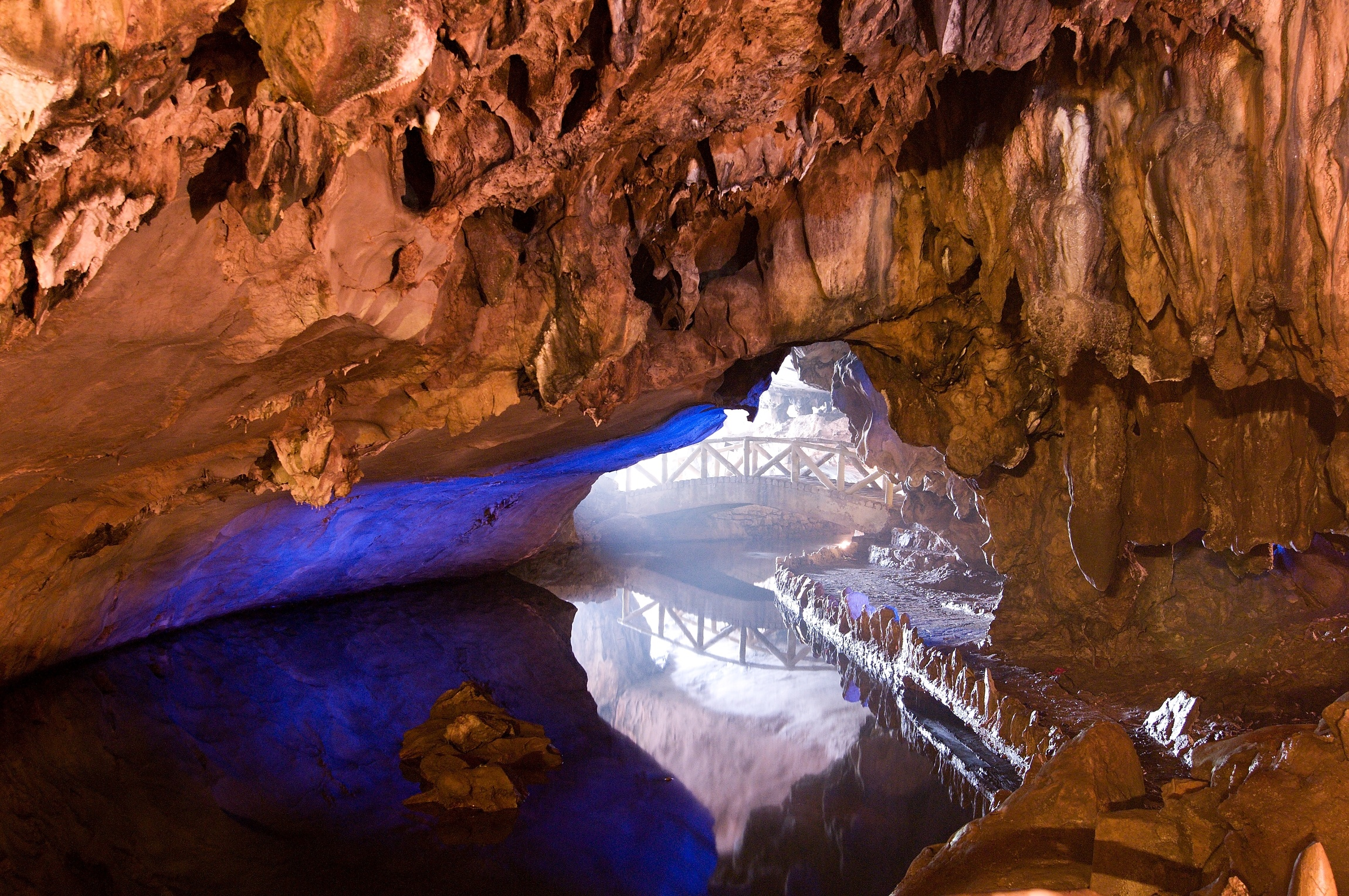
Vietnamská jeskyně, 2012

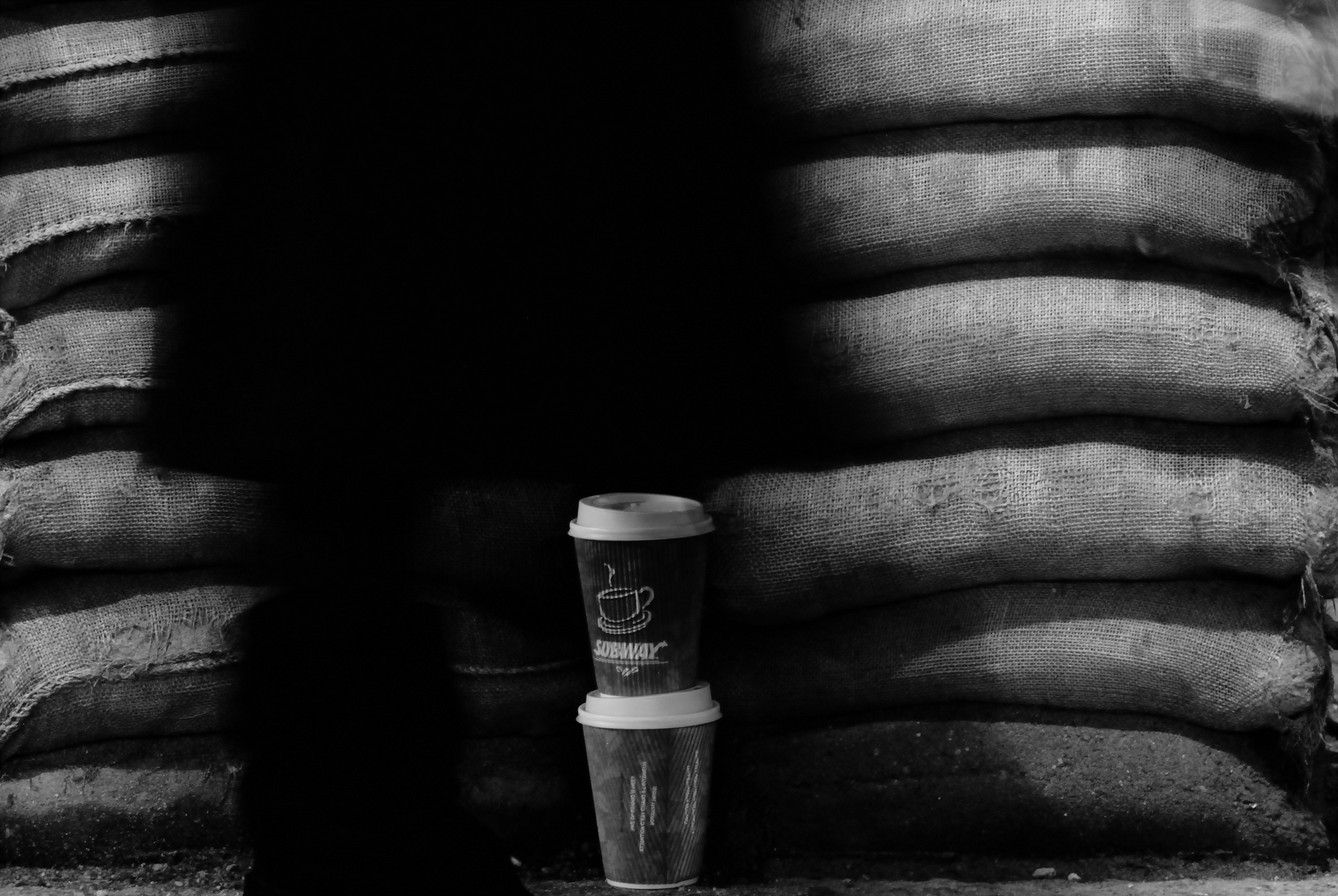
Berlín z projektu 20 let od pádu Berlínské zdi

Topi Pigula či Topí Pigula, původním jménem Tomáš Pigula (* 15. dubna 1966 Ostrava) je český fotograf, publicista a cestovatel.

## Jméno
Jméno Topi používal od svých 15 let jako akronymovou trampskou přezdívku složenou z počátečních slabik jména a příjmení, od roku 1989 usiloval o oficiální změnu jména a v roce 2009 si na toto jméno nechal vystavit doklady díky tomu, že toto jméno existuje.

## Život a dílo
Po Středním odborném učilišti hornickém studoval na Střední průmyslové škole hornické, kterou ukončil maturitou v roce 1987. V roce 1993 ukončil závěrečnou zkouškou specializační pomaturitní studium Českého ústavu ochrany přírody. O rok později absolvoval seminář „Strategy Planning and Public Participation“ organizace KNO Worldwide pořádaný v rámci projektu Environmental Training Project. Byl důlním zámečníkek, dřevorubcem, kuchařem, pedagogickým pracovníkem a novinářem. V roce 2000 ukončil roční rekvalifikační studium „Časopisecká žurnalistika“ a stal se členem Syndikátu novinářů.
Od roku 1985 publikoval stovky článků včetně fotografií širokém spektru periodik: Koktejl, Hospodářské noviny, Britské listy, Mladá fronta DNES, Lidové noviny, a v řadě dalších. Na kontě má několik vlastních fotografických výstav, jak samostatných (Island, Skrytá krása Krkonoš), tak společných (např. Jeden okamžik v Německu, Příběh cestovatele, Výběr magazínu Koktejl) v ČR i v zahraničí. Zároveň se autorsky podílel na čtyřech knihách (Krkonošská čítanka, Čítanka z Jesenicka, Bioindikace a biomonitoring a Na cestě 1). Na jaře roku 2016 pokřtil svou první samostatnou knihu Příběh Martinovy boudy.
V rámci práce u Správy Krkonošského národního parku absolvoval několik zahraničních konferenci a pobytových akcí (Lake District Velká Británie, Touch – Thermal spring Řecko, Environmental Education in Europe Holandsko, Het Wolthuis te Apeldoorn Holandsko) a vedl několik desítek seminářů k ekologické výchově a problematice ochrany přírody a životního prostředí.[zdroj⁠?!] Pro Správu KRNAP napsal brožuru Milování v Krkonoších a Soudobá architektura Krkonoš aneb jak se staví v Krkonoších.
Na konci 90. let se stal členem realizačního týmu Střediska ekologické výchovy a etiky Rýchory – SEVER. Ve funkci garanta programů ekologické výchovy byl odpovědný za realizaci programů ekologické výchovy: mimo jiné vedení a organizace odborných seminářů spolupracoval s: KNO Worldwide, Partners for Democratic Change, Informačním centrem nadací, v letech 1995–1998 spolupracoval s Fakultou sociálně ekonomickou Univerzity Jana Evangelisty Purkyně v Ústí nad Labem. Na přelomu století pracoval jako pedagogický pracovník Centra volného času Lužánky (přírodovědné oddělení) a v letech 2001–2007 jako reportér geografického magazínu Koktejl. Od června roku 2007 pracuje jako šéfredaktor geografického magazínu Travelfocus a zároveň pracuje v pozici volného novináře a vede kurzy fotografie.[zdroj⁠?!] Ve spolupráci s Botanickou zahradou realizuje projekt Fotofata v Praze. Do roku 2016 působil jako lektor fotografických workshopů pro společnost NICOM a.s. V roce 2016 nastoupil na pozici šéfredaktora webového obsahu Prima ZOOM v rámci skupiny FTV Prima.. Na přelomu let 2019 a 2020 absolvoval tříměsíční cestu po jihovýchodní Asii, ze které začal zpracovávat řadu materiálů. Od května roku 2020 publikuje články na nové mediální platformě CNN Prima News.Od začátku roku 2024 pracuje jako reportér a redaktor magazínu Koktejl.
Byl členem Českého svazu ochránců přírody a od roku 1984 je členem Hnutí Brontosaurus (z toho rok v Radě Hnutí Brontosaurus). V letech 1992–2003 byl realizátorem vzdělávacího projektu Zvířetice. Od roku 2011 je členem fotografické skupiny Světloplaši.[zdroj⁠?!]
Má vlastní rubriku pro cestovatele na internetových stránkách ihned.cz, inspirační rubriku cestovatelské fotografie na webu Zoneru – milujemefotografii.cz, bloguje na stránkách týdeníku Respekt. Jeho vášní je cestování, také se v rámci fotografických kurzů věnuje amatérským zájemcům o fotografování. V roce 2015 se stal spoluzakladatelem fotografické Cestovní Agentury Foto-trip zaměřené na fotografické výpravy do zahraničí. Od srpna 2022 se stal šéfredaktorem Litoměřického deníku a populárně naučné články publikuje i na platformě Seznam Médium

## Výstavy

### Samostatné výstavy
- Islandský soubor
- Skrytá krása Krkonoš

### Společné výstavy
- Jeden okamžik v Německu
- 20. let od pádu Berlínské zdi, mezinárodní putovní výstava
- Výběr magazínu Koktejl
- Příběh cestovatele (foto z Bosny a Hercegoviny)
- Fotofata 2012
- Fotofata 2013
- Fotofata 2014
- Fotofata 2015

## Galerie

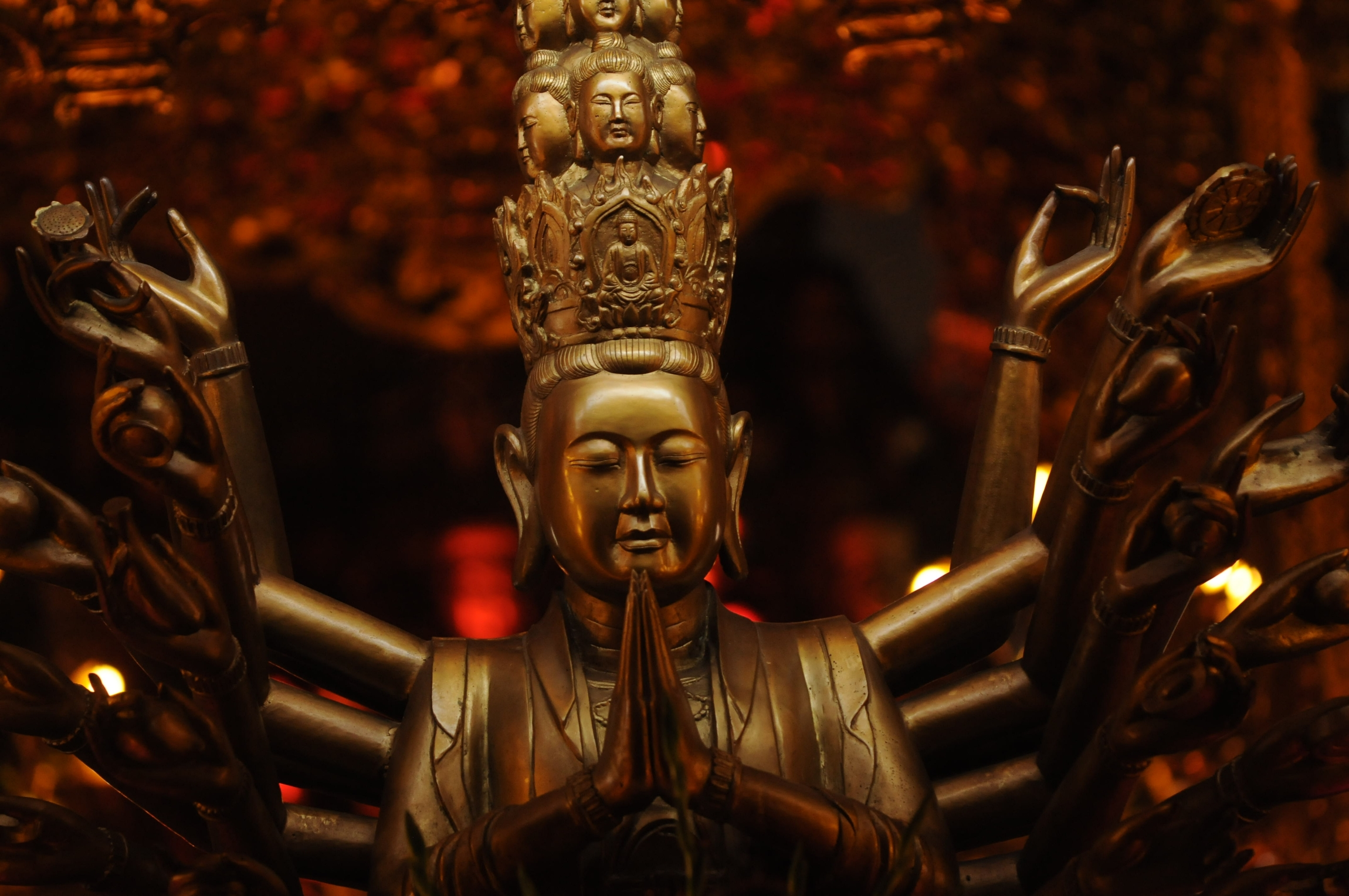
Vietnam, 2011
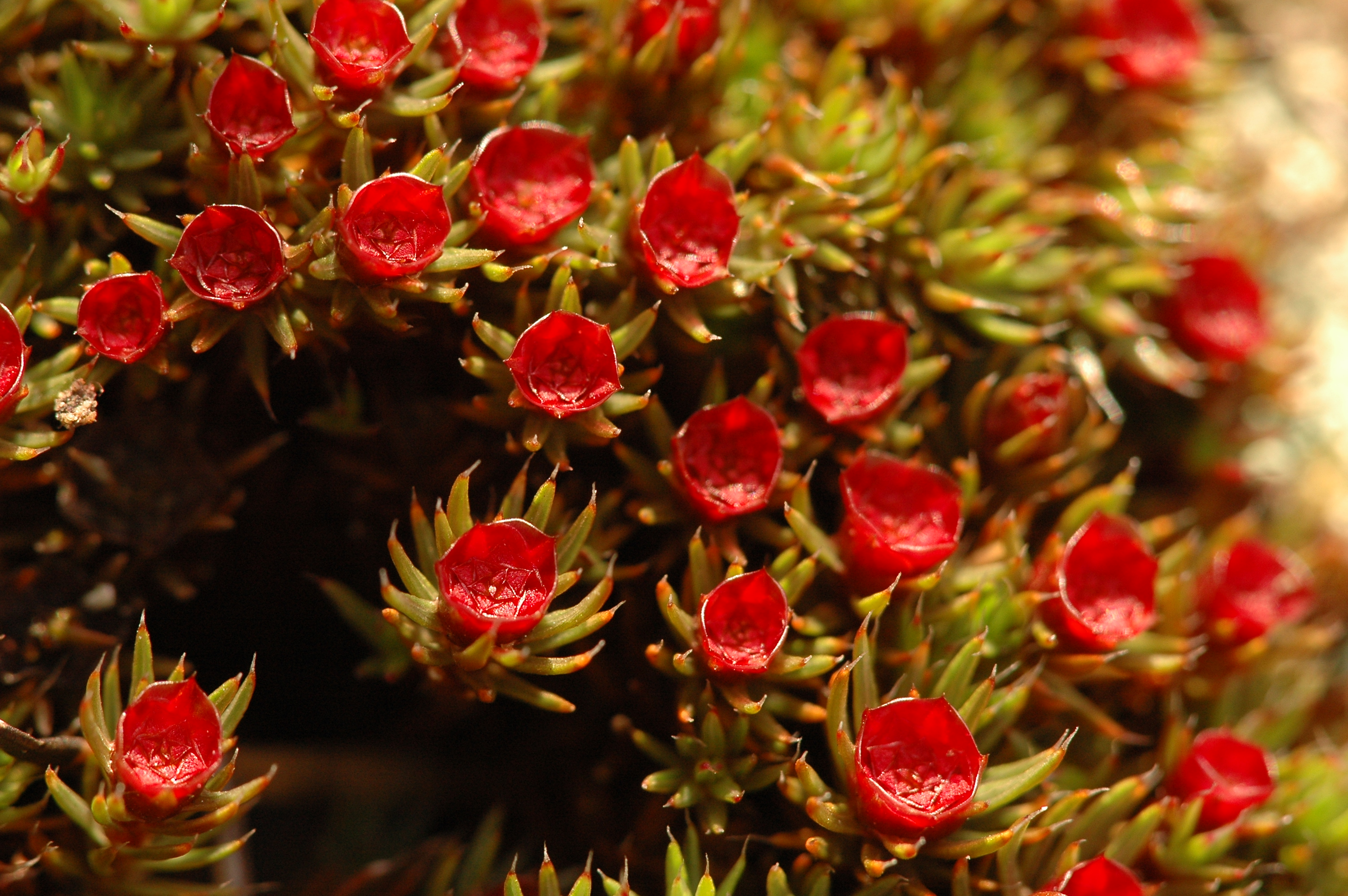
Ploník chluponosný, foto k projektu Fotofata 2012
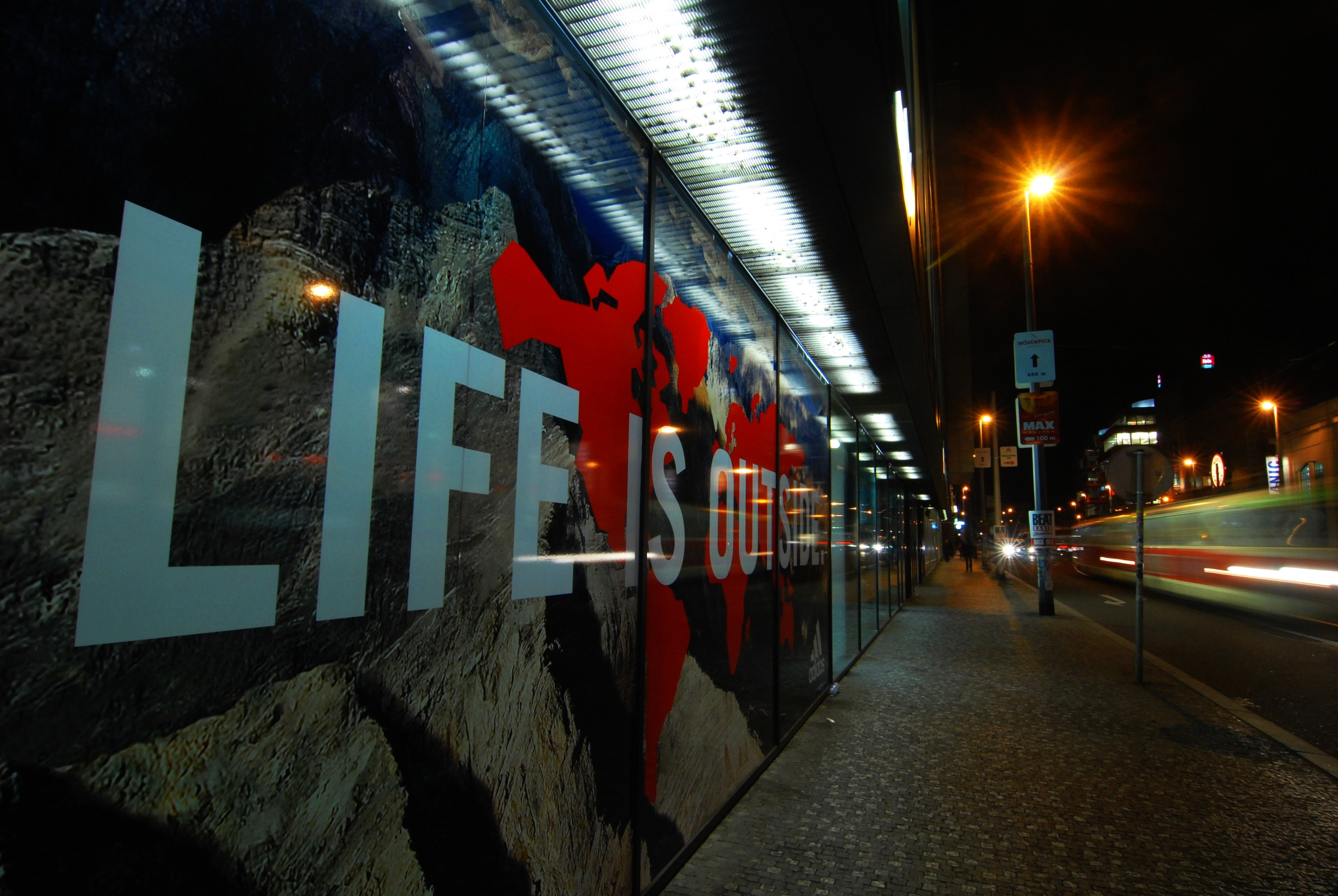
Foto k projektu Tvář města
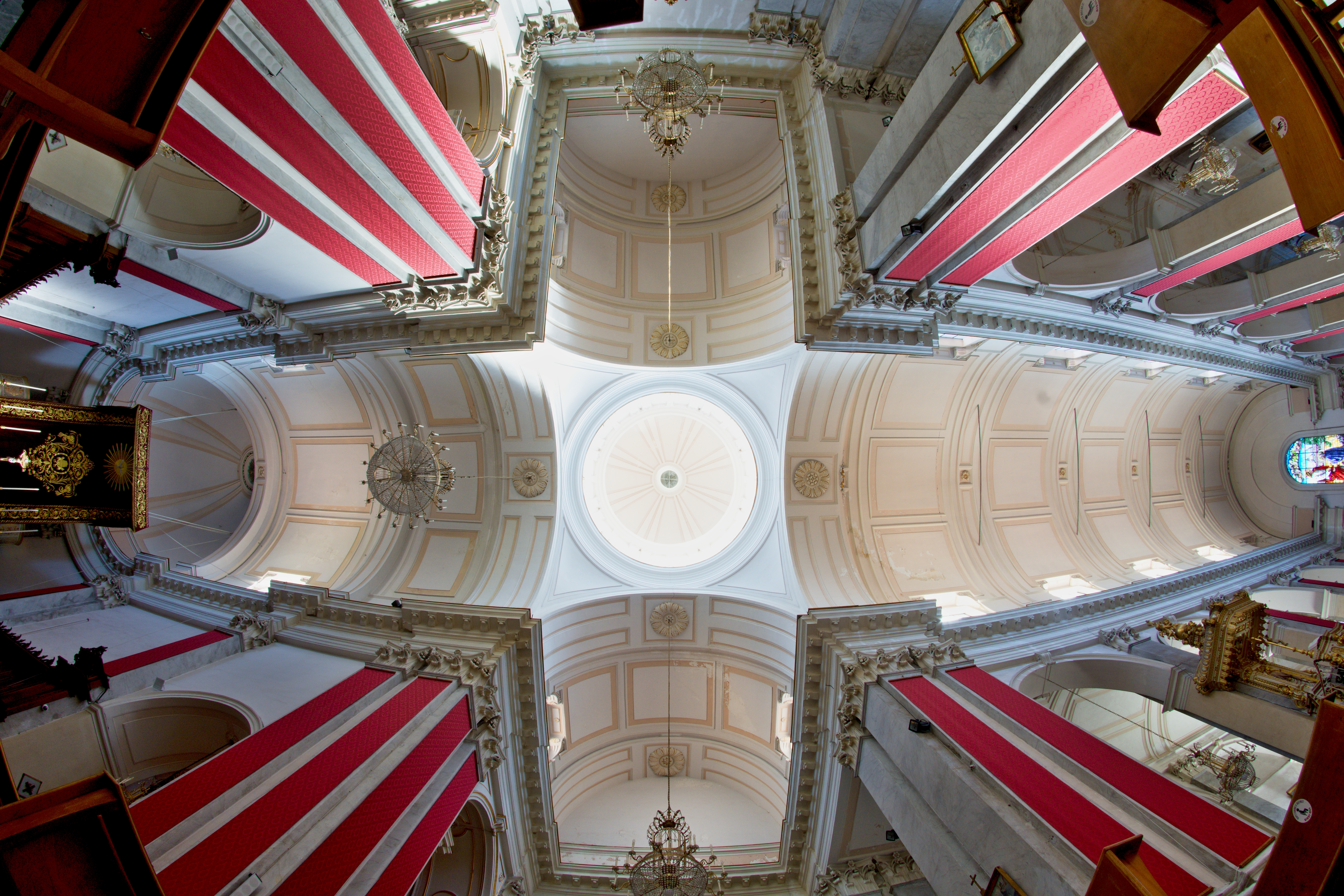
Strop Baziliky svatého Petra v sicilském Riposto ve stylu sicilského baroka